# 코스타리카의 역사

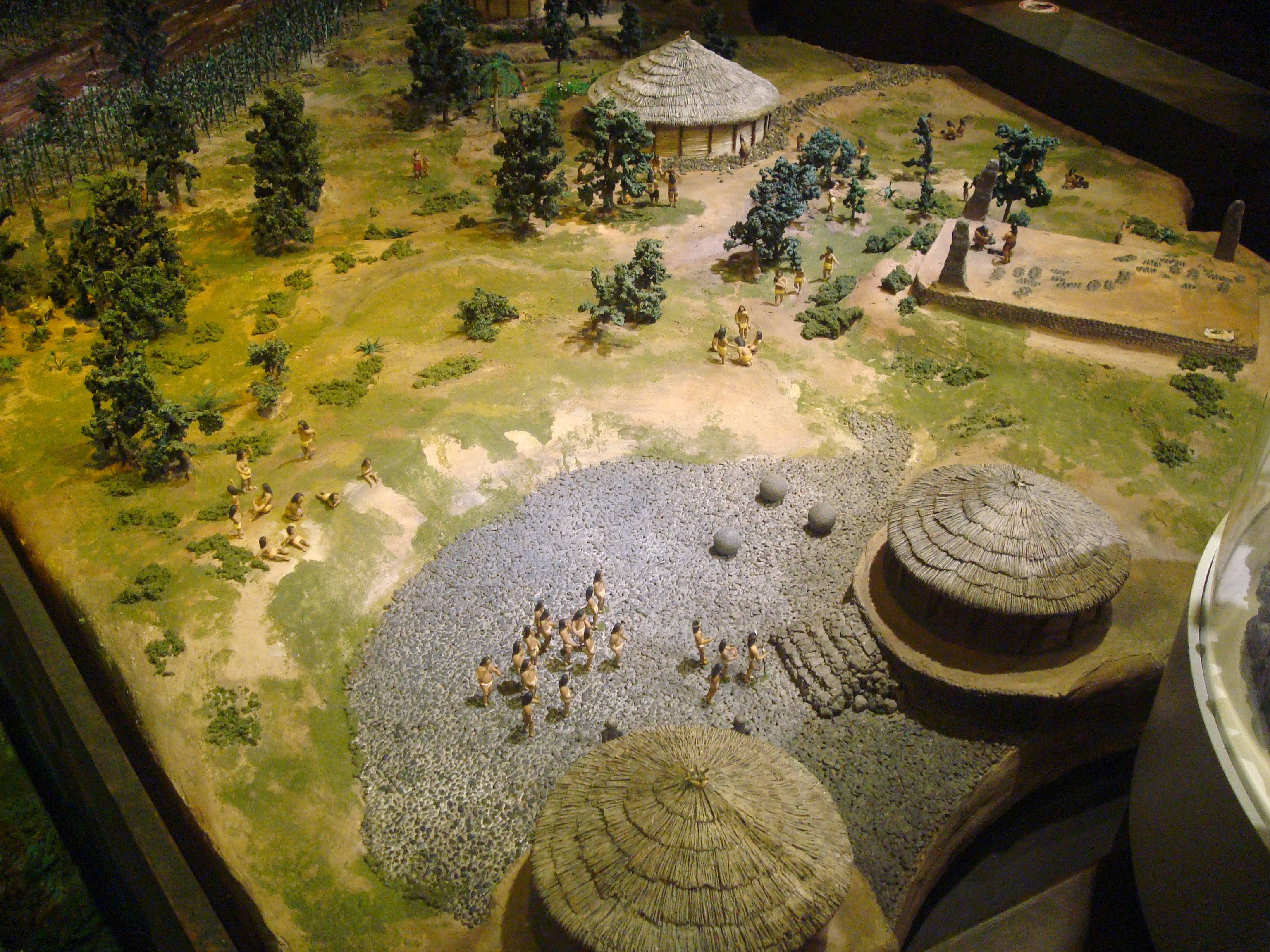
크리스토퍼 콜럼버스가 도착하기 전 디키스 원주민들의 전형적인 정착지

코스타리카의 첫 번째 원주민은 사냥꾼과 채집인이었고, 스페인 정복자들이 도착했을 때 코스타리카는 메소아메리카와 안데스 문화 사이의 지리적 위치 때문에 두 개의 뚜렷한 문화 지역으로 나뉘었다.
크리스토퍼 콜럼버스는 1502년 이스라 우비타에 처음으로 닻을 내렸다. 그의 군대는 원주민들을 물리쳤다. 그는 1524년 과테말라를 누에바에스파냐의 속주로 편입시켰다. 다음 300년 동안 코스타리카는 스페인의 식민지였다. 그 결과, 코스타리카의 문화는 스페인 문화의 영향을 많이 받았다. 이 기간 동안 코스타리카는 드문드문 발전하고 빈곤한 상태로 남아있었다.
멕시코 독립 전쟁 (1810년~1821년) 이후, 코스타리카는 1821년 멕시코 제국의 일부가 되었다. 코스타리카는 1813년에 중앙아메리카 연방공화국의 일부였고 1821년에 완전히 독립했다. 그것의 경제는 유럽 공급자들과의 연결 부족으로 어려움을 겪었다. 1856년, 코스타리카는 미국 정착민들이 정부를 장악하는 것을 막았다.
1869년 이후 코스타리카는 민주 정부를 수립했다.
1948년 코스타리카 내전 이후, 정부는 새로운 헌법 초안을 마련하여 일반 참정권과 군부의 해체를 보장했다. 오늘날, 코스타리카는 경제를 위해 기술과 생태 관광에 의존하는 민주주의 국가이다. 비록 가난은 21세기가 바뀐 이후로 감소했지만, 경제적 문제는 여전히 존재한다. 코스타리카는 저고용, 대외 및 내부 부채, 무역 부족 등의 문제에 직면해 있다.

## 수렵채집사회
코스타리카에서 인간이 거주했다는 가장 오래된 증거는 기원전 10,000년에서 7,000년 사이의 수렵채집사회가 도래한 것과 관련이 있으며, 고대 고고학적 증거 (석기 제작)는 투리알바 계곡에 위치해 있고, 과르디리아와 플로렌스라고 불리는 곳에서, 클로비스 문화의 창끝과 남아메리카에서 영감을 받은 화살이 있는 채석장과 작업장이 있는 곳에서. 이 모든 것은 이 지역에서 두 개의 다른 문화가 공존했을 가능성을 시사한다.
이 시대의 사람들은 유목민이었다. 그들은 약 20~30명의 가족 단위 밴드로 조직되었다. 이들의 먹이는 거대한 아르마딜로와 나무늘보, 마스토돈 등과 같은 거대동물로 구성되었다. 이것들은 현대 시대보다 약 8,000년 전에 멸종되었다. 최초의 정착민들은 작은 동물들을 사냥하는 것에 적응하고 새로운 조건에 적응하기 위한 적절한 전략을 개발해야 했다.

## 콜럼버스 이전의 코스타리카
콜럼버스 이전의 시대에, 현재의 코스타리카의 원주민들은 메소아메리카와 안데스 문화 지역 사이의 중간 지역에 위치한 지리적 위치 때문에 두 개의 문화 지역으로 나뉘었다.
그 나라의 북서쪽인 니코야 반도는 16세기에 스페인 정복자들이 왔을 때 메소아메리카의 문화적 영향의 최남단 지점이었다. 니코야 문화는 코스타리카의 태평양 연안에서 가장 큰 카치퀘였다. 중앙과 남부 지역은 무이스카인의 영향력이 강한 이스트모-콜롬비아 문화권에 속했는데, 이는 치브차어족 화자들이 주로 차지하는 영토의 일부였기 때문이다. 디키스 문화는 700년부터 1530년까지 번성했고 금속과 석조 공예로 잘 알려져 있다.
토착민들은 현대 코스타리카 문화에 비교적 작은 영향을 끼쳤다. 유럽인들이 만난 지 얼마 되지 않아, 많은 사람들이 홍역과 천연두 같은 전염병으로 사망했다. 홍역은 유럽인들 사이에서 유행했지만 면역력은 없었다.

## 스페인의 식민지화
식민지 시대는 크리스토퍼 콜럼버스가 1502년 9월 18일 네 번째 항해로 코스타리카의 동쪽 해안에 도달했을 때 시작되었다. 이후 수많은 스페인 원정이 이어졌고, 결국 1524년에 세워진 코스타리카 최초의 스페인 식민지 빌라 브루셀라스로 이어졌다.
식민지 기간 동안 코스타리카는 과테말라의 최남단에 위치한 주로, 명목상 누에바에스파냐 부왕령(예: 멕시코)의 일부였다. 실제로 그것은 스페인 제국 내에서 대부분 자치 단체로 운영되었다. 코스타리카는 과테말라의 수도로부터 멀리 떨어져 있고, 스페인 법에 따라 파나마의 남쪽 이웃 국가들과 무역을 금지하는 법, 그리고 당시 콜롬비아의 누에바그라나다 부왕령 일부와 금과 은과 같은 자원 부족이 코스타리카의 주민을 거의 끌어들이지 못했다. 그곳은 스페인 제국 내에서 가난하고, 고립되고, 인적이 드문 지역이었다. 1719년 스페인 총독은 코스타리카를 "모든 아메리카에서 가장 가난하고 비참한 스페인 식민지"라고 묘사했다.
많은 역사가들은 이 지역이 강제 노동을 할 수 있는 원주민의 부족으로 고통받았고, 이는 대부분의 코스타리카 정착민들이 자신들의 땅을 일궈야만 했다는 것을 의미한다고 말한다. 이것은 거대한 아시엔다의 설립을 막았다. 이러한 이유로 코스타리카는 스페인 군주국에 의해 대부분 인정받지 못하고 간과되어 스스로 발전하게 되었다. 소규모 지주들의 상대적 빈곤, 대규모 토착 노동력의 부족, 인구의 민족적·언어적 동질성, 코스타리카가 멕시코와 안데스 산맥의 스페인 식민지 중심에서 고립된 것은 모두 자율적이고 개인주의적인 농경 사회의 발전에 기여했다. 주지사조차도 가난 때문에 자신의 농작물을 직접 경작하고 정원을 가꾸어야 했다. 원주민 노동과 노예 노동에 기반한 식민지 사회를 건설하지 못한 것이 1700년대 농민 경제를 이끌었다.
정복 기간 동안, 수십만 명에 달하는 다양한 언어를 구사하는 20개의 토착 사회가 이 지역에 거주했다. 스페인의 코스타리카 정복은 1510년 이후 반세기 이상 지속되었다. 태평양 북해안의 니코야 원주민 사회의 대량 학살은 정복의 첫 단계였다. 2단계는 카리브해의 스페인 정착촌을 통합하려는 헛된 시도에서 시작되었다. 이 과정에서 스페인인들은 질병, 전쟁, 보복, 이주, 잔혹한 착취 등을 통해 원주민 인구를 멸종 지경에 이르게 했다. 아메리카 원주민의 인구는 1569년에 약 120,000명이었고, 1611년에는 10,000명으로 감소했다.

## 스페인으로부터의 독립
19세기 초, 나폴레옹이 스페인을 점령하면서 스페인 아메리카 전역에서 반란이 일어났다. 누에바에스파냐에서는 1810년부터 1821년까지 독립을 추구하는 사람들의 모든 전투가 그 지역의 중심부에서 행해졌고, 오늘날 멕시코 중심부이다. 1821년 멕시코시티에서 총독이 패배하자, 과테말라의 옛 총사령관을 포함한 누에바에스파냐의 모든 지역으로 독립 소식이 전해졌다. 코스타리카는 1821년 스페인으로부터의 독립 선언을 위해 다른 중앙아메리카 인텐던스에 가입했다.
1821년 10월 13일, 문서가 카르타고에 도착했고, 주지사 후안 마누엘 데 카냐스에 의해 긴급 회의가 소집되었다. 멕시코에 가입하거나 과테말라, 누에바그라나다(오늘날의 콜롬비아)에 가입하는 등 독립을 쟁취할 때 어떻게 해야 할지에 대한 많은 아이디어가 있었다. "구름이 걷힌다(Mientras se aclaraban los nublados del día)"는 그 날의 사건들의 유명한 문구였던 반면, 임시 군사정권 수페리어 구베르나티바 데 코스타리카를 창설한 준타 데 레가도스가 선언되었다.
스페인으로부터의 독립은 1821년 10월 29일 식민지 당국에 의해 승인되었다. 1821년 11월 1일 산호세, 1821년 11월 3일 카르타고주, 1821년 11월 11일 에레디아주, 1821년 11월 25일 알라후엘라에서 비준되었다.
독립 선언 이후, 누에바에스파냐 의회는 스페인 국왕 페르난도 7세 역시 누에바에스파냐의 황제가 되는 연방을 세우려고 했다. 국왕이 그 직위를 거절할 경우, 법은 부르봉 가문의 구성원이 누에바에스파냐 왕위에 오를 수 있도록 규정하였다. 페르난도 7세는 식민지의 독립을 인정하지 않았고, 스페인은 다른 유럽 왕자들이 누에바에스파냐의 왕위를 차지하도록 허락하지 않을 것이라고 말했다.
의회의 요청에 따라 섭정의 대통령인 아구스틴 데 이투르비데는 멕시코로 개명된 누에바에스파냐의 황제로 선포되었다. 멕시코 제국은 1821년부터 1823년까지 이 군주정권에 부여된 공식적인 이름이었다. 멕시코 제국의 영토는 누에바에스파냐의 대륙적 목적과 속주(과테말라의 옛 대위령 지역 포함)를 포함했다. 1823년 4월 5일, 오초모고 전투는 멕시코 제국에 합류하려는 카르타고군과 독립을 원하는 세력 사이에 벌어졌다. 공화당이 승리했고 수도는 카르타고에서 산호세로 옮겨졌다.
당시 코스타리카인들은 이미 스페인 반란을 일으킨 안드레스 노발레스 황제를 지지하는 군인과 장교들을 필리핀에 두고 있던 라틴아메리카 민족들 중 하나였기 때문에 해외의 영향력을 가지고 있었다.

## 중앙아메리카

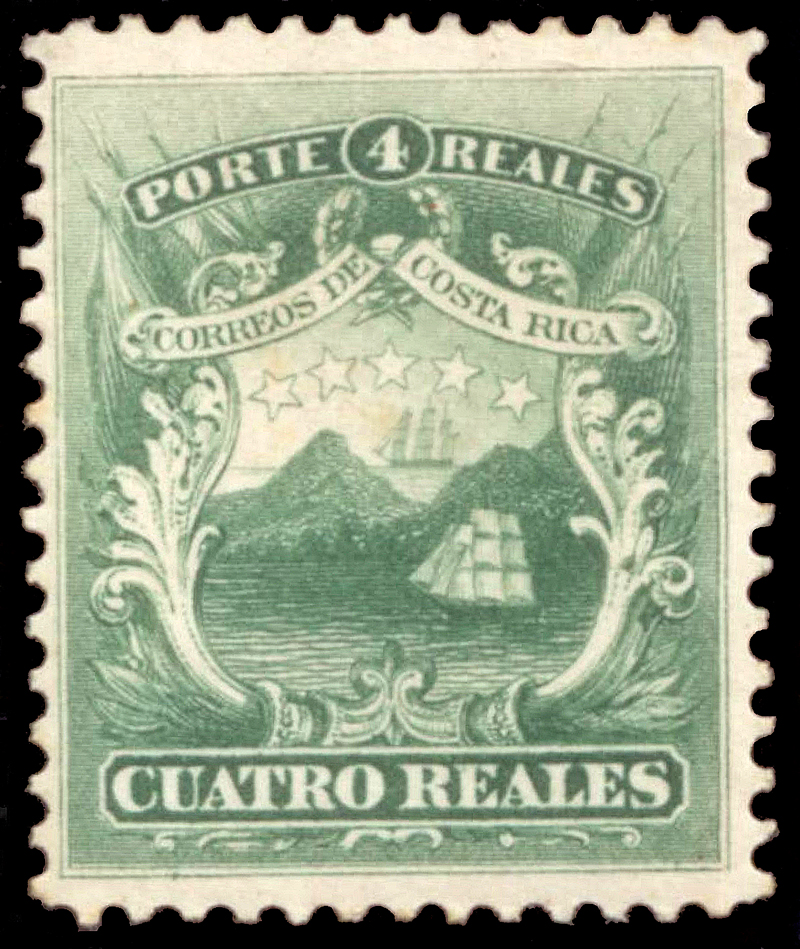
1849년 국장은 1862년에 처음 발행된 우편 우표이다.

1823년 멕시코 혁명이 일어나 아구스틴 데 이투르비데 황제가 축출되었다. 새로운 멕시코 의회는 중앙아메리카 인텐던스가 그들 자신의 운명을 결정할 수 있도록 투표했다. 같은 해, 중앙아메리카 연합주는 마누엘 호세 아르체 장군이 이끄는 5개의 중앙아메리카 인텐던스로 구성되었다. 인텐던스는 주의 새로운 이름을 땄다. 처음에는 강하게 단결하지 않았던 연합주 연방은 지방 내 경쟁자들의 압력으로 급속히 해체되었다.
1838년 완전히 독립한 후, 코스타리카는 유럽 시장에 커피를 수출할 수 있는 정규 교역로가 없었다. 커피 생산 지역은 주로 센트럴밸리에 있었고 태평양 연안의 푼타레나스 항구로만 접근할 수 있었다. 파나마 운하가 개통되기 전에, 유럽에서 온 배들은 태평양 연안에 도착하기 위해 혼곶을 항해해야 했다. 1843년, 그 나라는 건지섬의 상인이자 선주인 윌리엄 르 라셰르의 도움으로 유럽으로 가는 무역로를 설립했다.
1856년, 미국의 필리버스터인 윌리엄 워커는 중앙아메리카로 침입하기 시작했다. 니카라과에 상륙한 후, 그는 자신을 니카라과의 대통령으로 선언하고 폐지되었던 노예 제도를 다시 부활시켰다. 그는 코스타리카로 확장하고자 했고, 그가 코스타리카로 들어간 후, 코스타리카는 그의 군대에 선전포고를 했다. 코스타리카 육군 총사령관 후안 라파엘 모라 포라스 대통령이 이끄는 이 필리버스터는 패배했고 코스타리카에서 쫓겨났다. 코스타리카군은 필리버스터를 따라 니카라과의 리바스로 들어갔고, 마지막 전투에서 윌리엄 워커와 그의 군대는 마침내 후퇴했다. 이 마지막 전투에서 알라후엘라 출신의 드럼 연주자 소년 후안 산타마리아가 필리버스터들의 아성을 불태우며 목숨을 잃었다. 그는 오늘날 국민적 영웅으로 기억되고 있다.

## 같이 보기
- 코스타리카의 대통령
- 중앙아메리카의 역사